# جيمس إس. لانغر
جيمس إس. لانغر (بالإنجليزية: James S. Langer)‏ هو فيزيائي أمريكي، ولد في 21 سبتمبر 1934 في بيتسبرغ في الولايات المتحدة.